# Institucions del Regne de València

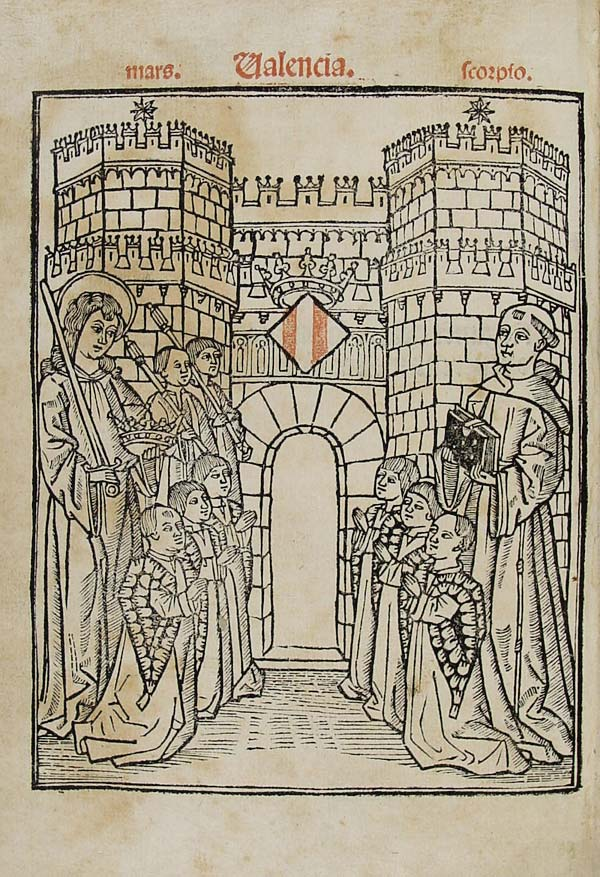
Portada de l'edició de 1499 del llibre de Francesc Eiximenis Regiment de la Cosa Pública

Les institucions del Regne de València són el conjunt de lleis i institucions pròpies que van regir el Regne de València des de la seva fundació el 1238 pel rei d'Aragó i comte de Barcelona Jaume I fins a la seva desaparició el 1707 dels Decrets de Nova Planta de Felip V. Durant l'Edat mitjana el regne va formar part de la Corona d'Aragó, sorgida en el segle XII de la unió dinàstica del comtat de Barcelona i del Regne d'Aragó, i durant l'Edat Moderna, després de la unió dinàstica de la Corona d'Aragó amb la Corona de Castella, pel casament d'Isabel I de Castella i Ferran II d'Aragó, i va quedar integrat juntament amb la resta d'estats de la Corona d'Aragó, el regne d'Aragó, Principat de Catalunya, Regne de Mallorca, Regne de València i Regne de Sicília dins la Monarquia Hispànica.

## ElsFurs

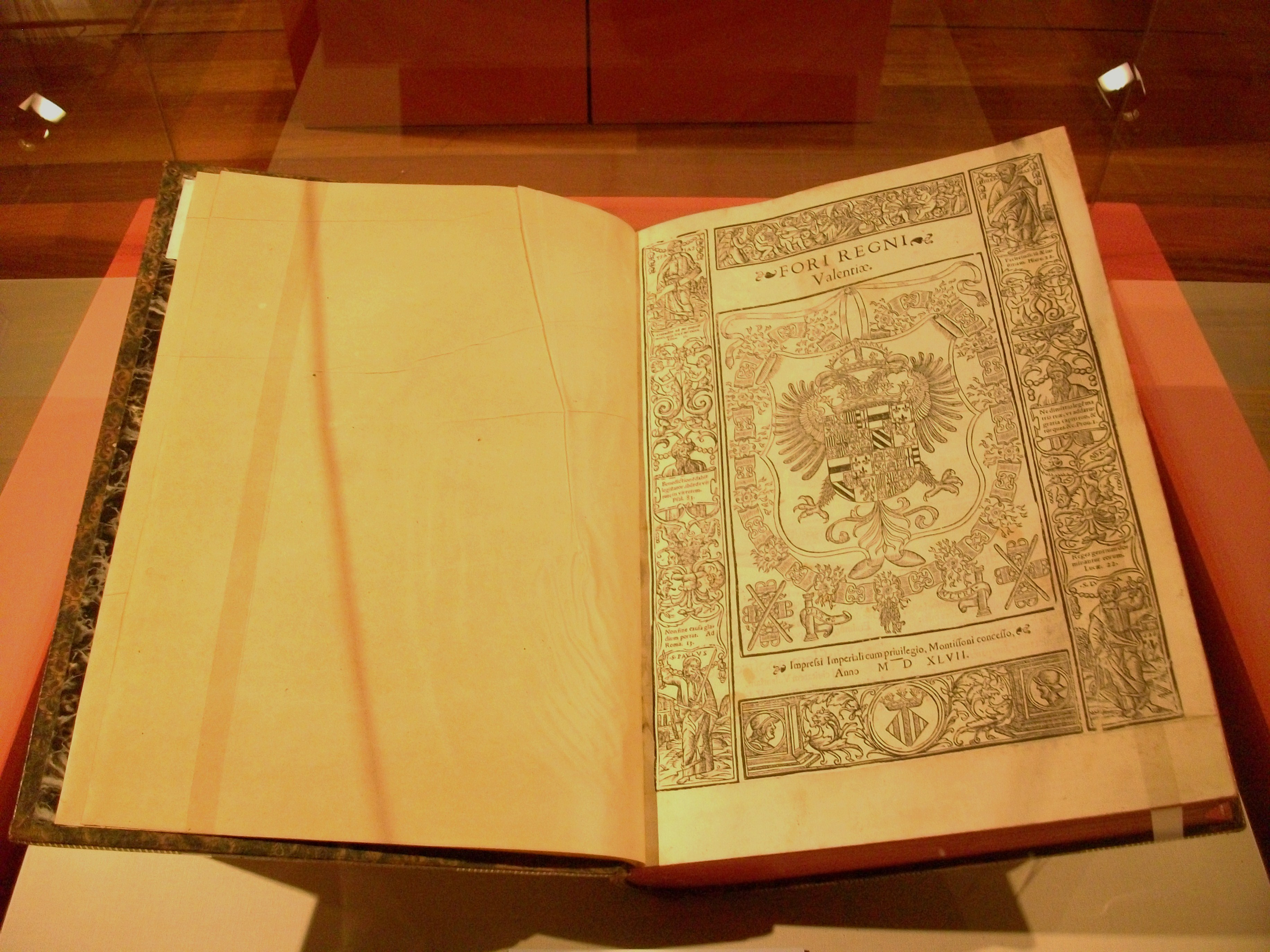
Edició dels Furs de 1547

Els Furs de València van constituir el conjunt de lleis per les quals es va regir el regne de València des del seu naixement. La seva primera redacció se situa el 1239, a l'any següent de la conquesta de València, per iniciativa del propi rei Jaume I, i rep el nom de Consuetudines o Costum seguint la tradició catalana. Van ser redactats inicialment en llatí i es van aplicar al principi únicament a la ciutat de València.
En les primeres Corts del Regne de València celebrades en 1261 el rei Jaume I va estendre la Costum de València, denominada a partir de llavors Furs de València, a tot el regne. Malgrat la resistència nobiliària a aquest, es va estendre per tot el regne, i a més va ser traduït al català per a afavorir la seva comprensió. Finalment el text legal va quedar fixat el 1271. A més Jaume I –atabalat per la necessitat de diners que va ser sufragat per la ciutat de València— va promulgar un privilegi pel qual va quedar obligat per ell i pels seus descendents a jurar el Fur de València immediatament després d'iniciar el seu regnat, i a convocar Corts en el termini d'un mes. Deu anys després el rei es va obligar a no modificar els Furs en el futur sense el consentiment de les Corts.
L'ordenament jurídic valencià es completava amb els privilegis, promulgats directament pel sobirà per pròpia iniciativa o per petició de part, i pels actes de cort, acords entre les Corts i la Corona i un o dos dels braços, no amb els tres, els acords dels quals constituïen els Furs pròpiament dits.
Així doncs, les lleis del Regne de València eren el resultat de l'acord entre el rei i els representants de les elits del regne, representades en Corts, i no podien ser revocats sense el consentiment de les dues parts, donant naixement així al pactisme que també va caracteritzar les relacions entre el sobirà i els seus vassalls a la resta d'estats de la Corona d'Aragó, fins i tot després de la seva unió dinàstica amb la Corona de Castella.

## Institucions de govern de la Corona

### Lloctinent General (Edat mitjana) i virrei (Edat Moderna)
Des de principis del segle XV, quan el rei estava absent del regne, un fet molt freqüent, la més alta magistratura delegada de la Corona era el Lloctinent General, una espècie d'alter ego del monarca, qui el nomenava entre els membres de la família reial, primer, i més tard, entre els membres de l'alta noblesa.
Al voltant del lloctinent general es va formar una menuda cort freqüentada per la noblesa i les elits urbanes i un consell, integrat principalment per juristes, membres de la noblesa i de l'alt clergat, i també pels principals oficials reials: el portantveus, el Batle general i el Mestre racional. Aquesta espècie de consell reial va esdevenir el principal òrgan de govern del Regne, i es podria considerar com l'antecedent de l'Audiència de València de l'Edat Moderna.
A l'Edat Moderna el Lloctinent general va ser substituït pel Virrei de València, amb les mateixes atribucions i nivell de representació. El càrrec es va institucionalitzar de manera permanent en 1520 durant el regnat de Carles I i, després del llarg virregnat de Germana de Foix de la primera meitat del segle XVI, sempre va recaure en membres de l'alta noblesa castellana.
Ni el Lloctinent ni el Virrei comptaven amb força armada permanent pròpia i les seves decisions i les dels seus oficials podien ser revocades per les Corts si contravenien els Furs (contrafurs). Després de la reunió de les últimes Corts el 1645, aquesta potestat va passar a la Junta d'Electes dels tres estaments que podia decidir la constitució d'una ambaixada que acudia a la cort a Madrid per a presentar directament al rei els possibles contrafurs, violacions dels furs valencians dels seus oficials al Regne.

### La divisió territorial del regne: les Governacions

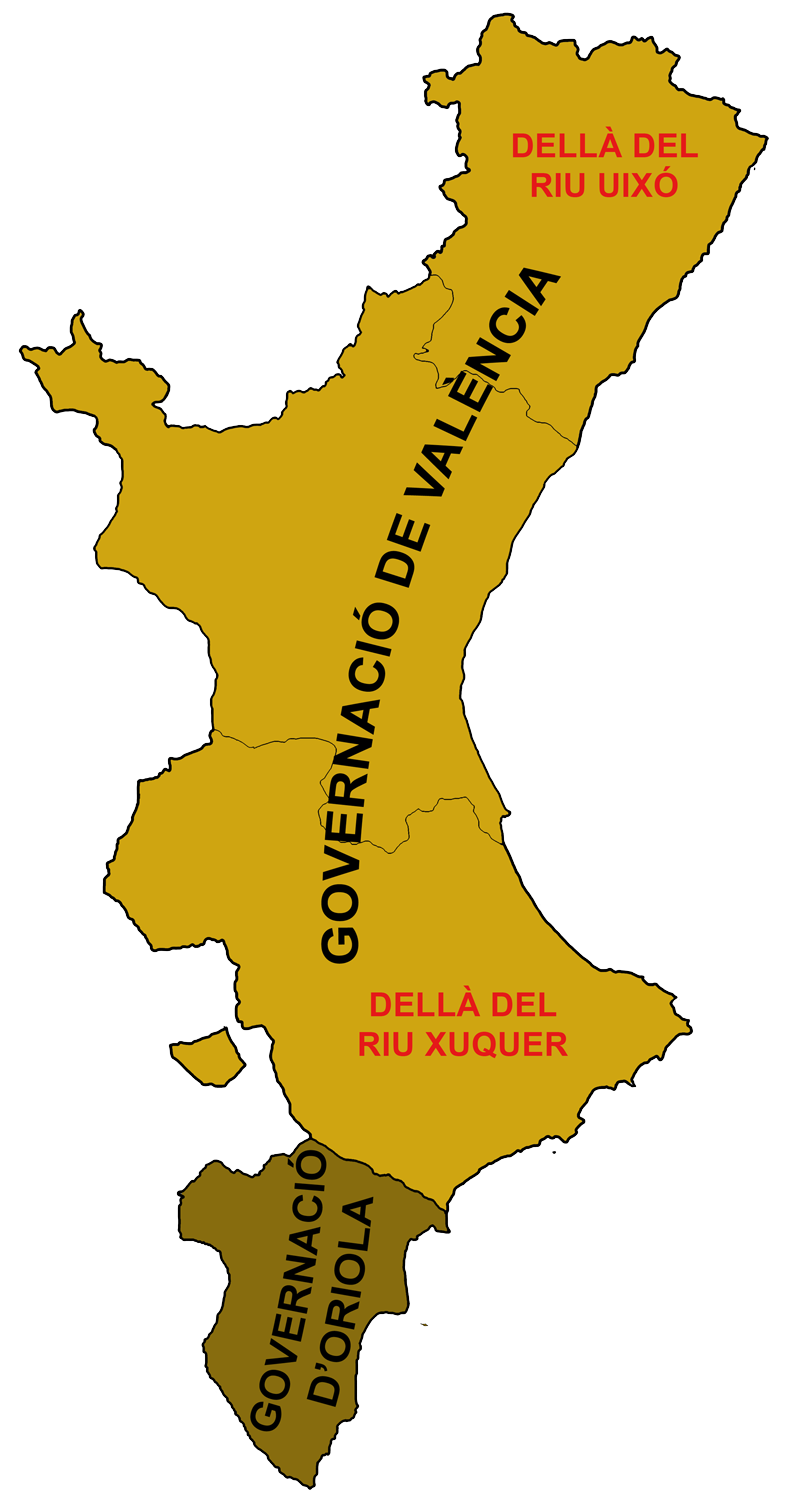
Governacions i districtes del Regne de València.

Sota l'autoritat del Lloctinent general, i del Virrei i la Reial Audiència, després, estaven els dos governadors. El Portant-veus de General Governador de la ciutat e regne de València exercia la seva jurisdicció des de la frontera de Catalunya fins a Xixona i el portantveus de General Governador de la ciutat d'Oriola i regne de València d'enllà Xixona, amb seu a Oriola, l'exercia «més enllà de Xixona» fins a la frontera amb el regne de Múrcia. No obstant això, el portantveus de València tenia preeminència sobre el d'Oriola i, a més, comptava amb dos lloctinents de districte que s'encarregaven del territori dellà Uixó, més enllà del riu Uixó, és a dir, el comprès entre la frontera amb Catalunya i el riu Uixó, amb residència a Castelló de la Plana, i del territori dellà Xúquer, més enllà del Xúquer, és a dir, el comprès entre el riu Xúquer i Xixona, amb residència a Xàtiva. Els dos Portant-veus i els Lloctinents havien de ser naturals del regne i les seves atribucions eren sobretot judicials, encara que mai van tenir autoritat sobre el Batle general. Tenien també la facultat, en cas de necessitat, d'armar i dirigir exèrcits i poder sancionar als que no participaren en ells.

### Batles generals iMestre Racional
El Batles generals tenien al seu càrrec l'administració del Real Patrimoni, dels béns, drets, rendes i regalies de domini i titularitat reial: duanes, peatges, gabella de la sal,... i d'ell depenien els batles locals. Existien dos batlies, una per cada governació: la de València i la d'Oriola.
La figura del Batle general ja apareix en la Costum de València de 1239 i les seves funcions aniran creixent conforme vagen apareixent els batles locals a la resta de les localitats del Reialenc. Així es converteix en l'home de la monarquia que coordina el regne i la seva jurisdicció era tan àmplia com els interessos de la monarquia al regne, d'aquesta manera, abastava la jurisdicció civil i criminal sobre mudèjars i jueus del patrimoni reial, gestionava tots els oficis del regne, fiscalitzava els ingressos regis o també podia atorgar les llicències per a exportar productes o per a la pràctica del cors, entre d'altres.
Per part seva, el Mestre Racional era l'encarregat de fiscalitzar els comptes que li presentava el Batle general i remetre-les al rei. Tots dos, juntament amb altres oficials reals, formaven la Junta Patrimonial.
El càrrec de Mestre Racional pel conjunt de la Corona d'Aragó va ser regulat en les Ordinacions de 1344 per Pere el Cerimoniós. A principis del segle XV el càrrec va ser esqueixat entre els diversos estats de la Corona i així va néixer el Mestre Racional valencià. A diferència del càrrec del Batle general, existeix un únic mestre racional per a tot el regne.

### Audiència de València (Edat Moderna)
Aquesta institució col·legiada, que no va existir a l'època medieval, les seves funcions les exercien els Justícies i els Portant-veus de General Governador,[15] va ser creada en 1506 per Ferran el Catòlic. El seu naixement està estretament lligat a la figura del virrei, ja que tenia la doble funció d'assessorar-lo en el govern del regne i d'actuar com a instància judicial suprema, les sentències de la qual només calia apel·lar-les al Consell Suprem d'Aragó o al propi monarca. Igual que el virrei la seva seu era a la ciutat de València.
La institucionalització definitiva es va produir en 1543 durant el regnat de Carles I i el 1572 Felip II va reforçar la seva autonomia respecte del Virrei en establir que aquest no intervindria quan actuava com a Tribunal Superior de Justícia. Uns anys abans, en 1563-1564, es va dividir en dues sales independents, una per a les causes civils i una altra per als criminals. Finalment en 1585 la sala civil es va separar formant-ne dues.
Als segles XVI i XVII les competències polítiques i jurídiques de la Reial Audiència van anar augmentant pel que els oïdors o jutges d'aquesta, que havien de ser juristes naturals del regne, van passar a ser, després del virrei, la màxima autoritat reial.[17] Així doncs, especialment al segle XVII, el poder efectiu a València s'aglutinava cada vegada més en la cort local, de virrei i d'oïdors, car a través de les relacions dels mateixos amb l'elit, s'assegurava l'autoritat del rei.

### Consell Suprem d'Aragó (Edat Moderna)
El Consell d'Aragó va ser l'organisme consultiu utilitzat pels reis de la Casa d'Àustria perquè els assessorara als assumptes relatius als estats de la Corona d'Aragó, en la qual estava integrat el Regne de València. Per això residia en la cort al costat del monarca, a Madrid des que Felip II va fixar allí la seva seu permanent. En el Consell hi havia dos regents per cada estat de la Corona d'Aragó, nomenats pel rei entre els lletrats de cada territori, per la qual cosa la seva opinió quan es tractaven assumptes exclusius de cadascun d'ells era moltes vegades determinant en la «consulta» que s'elevava al rei, inclosos els nomenaments dels oficials reals que segons els Furs havien de ser naturals del regne, especialment si les opinions dels dos regents coincidien amb les del virrei.
El consell d'Aragó va tenir el seu origen en el grup de juristes naturals dels diversos territoris de la Corona d'Aragó que va reunir Ferran II el Catòlic després de la unió dinàstica amb la Corona de Castella. La seva funció era assessorar-lo en els assumptes que afectaven aquella corona quan ell estava a Castella, on va passar la major part del seu regnat. El 1494 Ferran va decidir convertir-los en un òrgan col·legiat i permanent i que a més actuaria com a última instància jurídica dels estats de la Corona d'Aragó, inclòs per tant el Regne de València.
El desenvolupament del règim polisinodial amb l'adveniment de la nova dinastia dels Àustries, alguns dels nous consells, singularment els d'Estat i Guerra, encarregats d'assessorar els monarques en política exterior i en l'organització militar, respectivament, van tractar qüestions que afectaven el Regne de València i a la resta d'estats de la Corona d'Aragó. D'altra banda, la Inquisició creada inicialment per a la Corona de Castella, va estendre el seu àmbit d'actuació als estats de Corona d'Aragó, no sense fortes resistències per part d'aquests. "El Sant Ofici va ser un òrgan centralitzat i encara que en teoria les seves atribucions es limitaran bàsicament al tractament de qüestions contra la fe, la seva qualitat de consell reial i l'efectiu control que sobre ell va exercir la monarquia, van fer que assumira funcions de marcat caràcter polític".

## Institucions de representació del regne

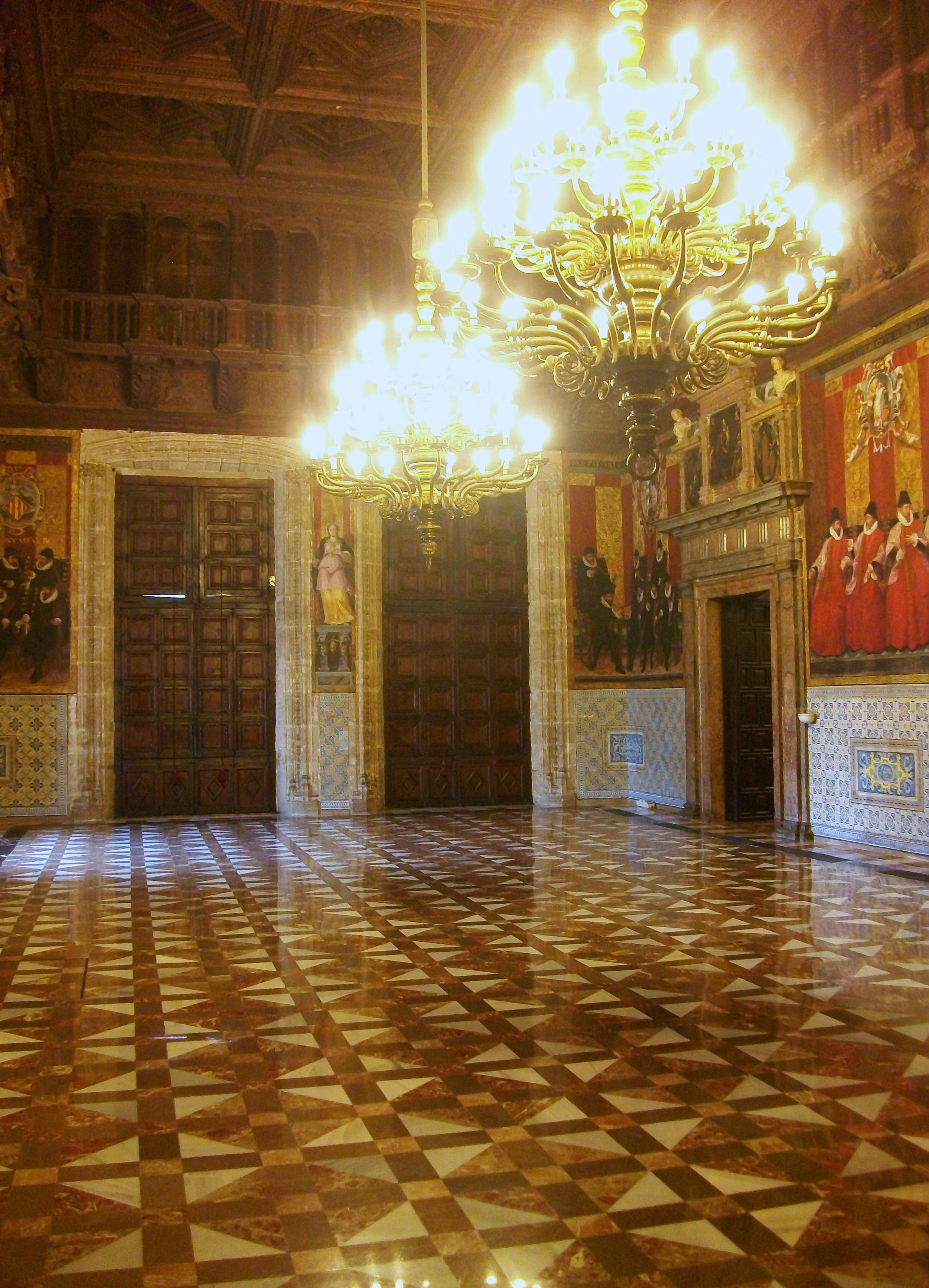
Sala de Corts del Palau de la Generalitat Valenciana.

Les Corts del Regne de València eren l'assemblea representativa dels tres braços del Regne, eclesiàstic, militar o nobiliari, i real, juntament amb el rei, a qui corresponia convocar-les, fixant el lloc i data de celebració. En principi la seva finalitat era atendre el bon «estament i reforma del regne» com va afirmar Jaume II en 1301-1302, però des de mitjan segle XIV la seva funció prioritària va ser atendre les necessitats de fons extraordinaris de la monarquia per a fer front al crònic dèficit de la hisenda real.
Les Corts es van celebrar preferentment a la ciutat de València, encara que també es van reunir a Sant Mateu, Alzira, Morella o Morvedre. Si la seva celebració coincidia amb les de les altres dues Corts de la Corona d'Aragó, les del regne d'Aragó i les del Principat de Catalunya, se celebraven a Montsó.

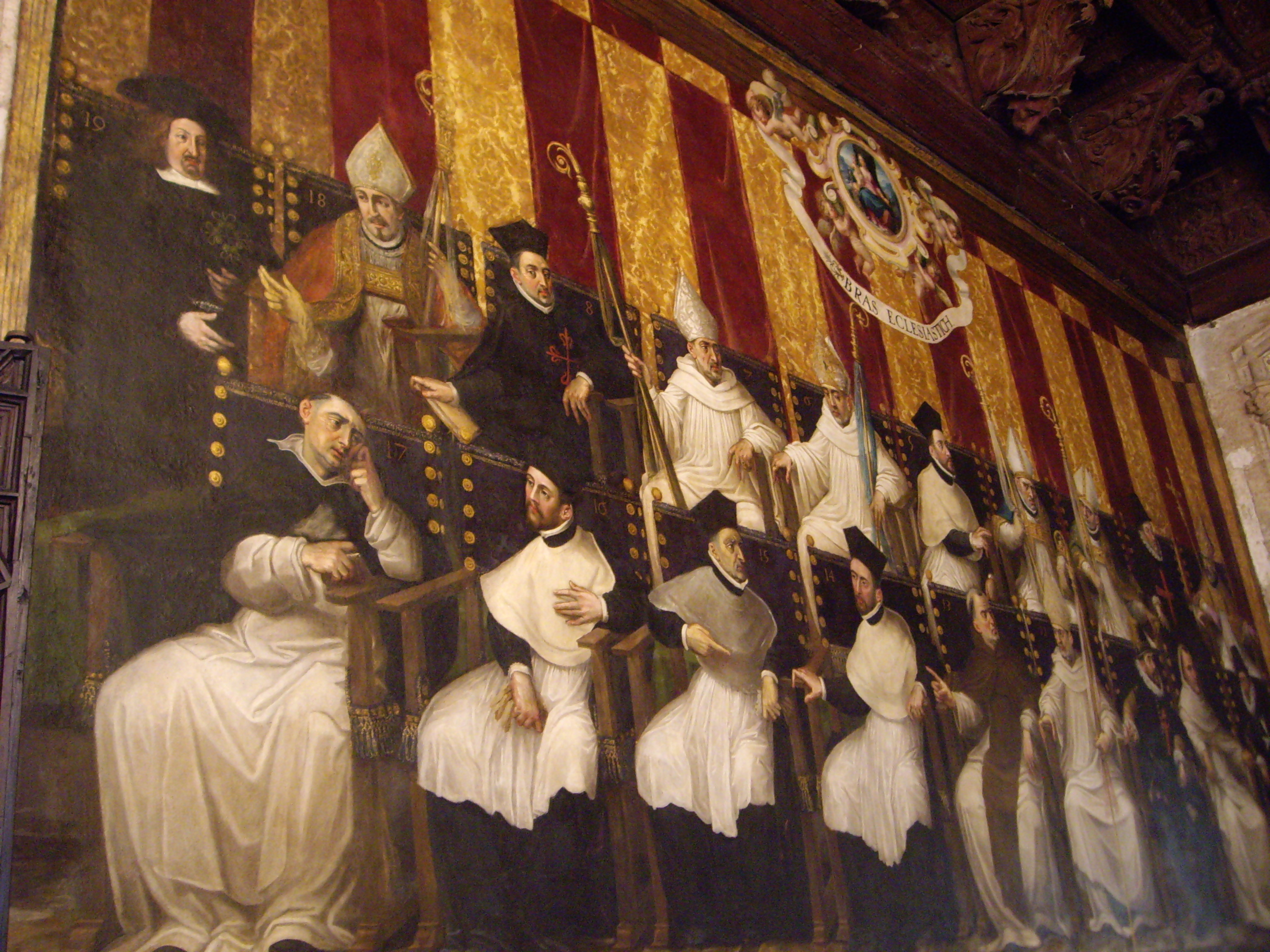
Braç eclesiàstic de les Corts Valencianes.

Les Corts s'iniciaven amb el discurs del rei en el qual exposava la situació del regne i feia les seves demandes als braços. A continuació cadascun d'ells nomenava als seus portantveus que negociaven els acords amb els oficials reals. Després de reparar-se les possibles reclamacions de contrafur i s'atenien els greuges, queixes dels membres dels estaments, es procedia a la votació del servei o donatiu, l'impost extraordinari demandat pel rei. Finalment es promulgaven els acords legislatius que constituïen els Furs i els actes de cort aprovats.
Encara és objecte de debat quan es van celebrar les primeres Corts que alguns historiadors retarden fins a 1283, però segons Antoni Furió i Diego, s'ha de fixar en 1261 quan Jaume I va reunir a València als tres braços per a aprovar l'extensió a tot el regne del codi legal de la ciutat, el Costum, a partir de llavors anomenat Furs.

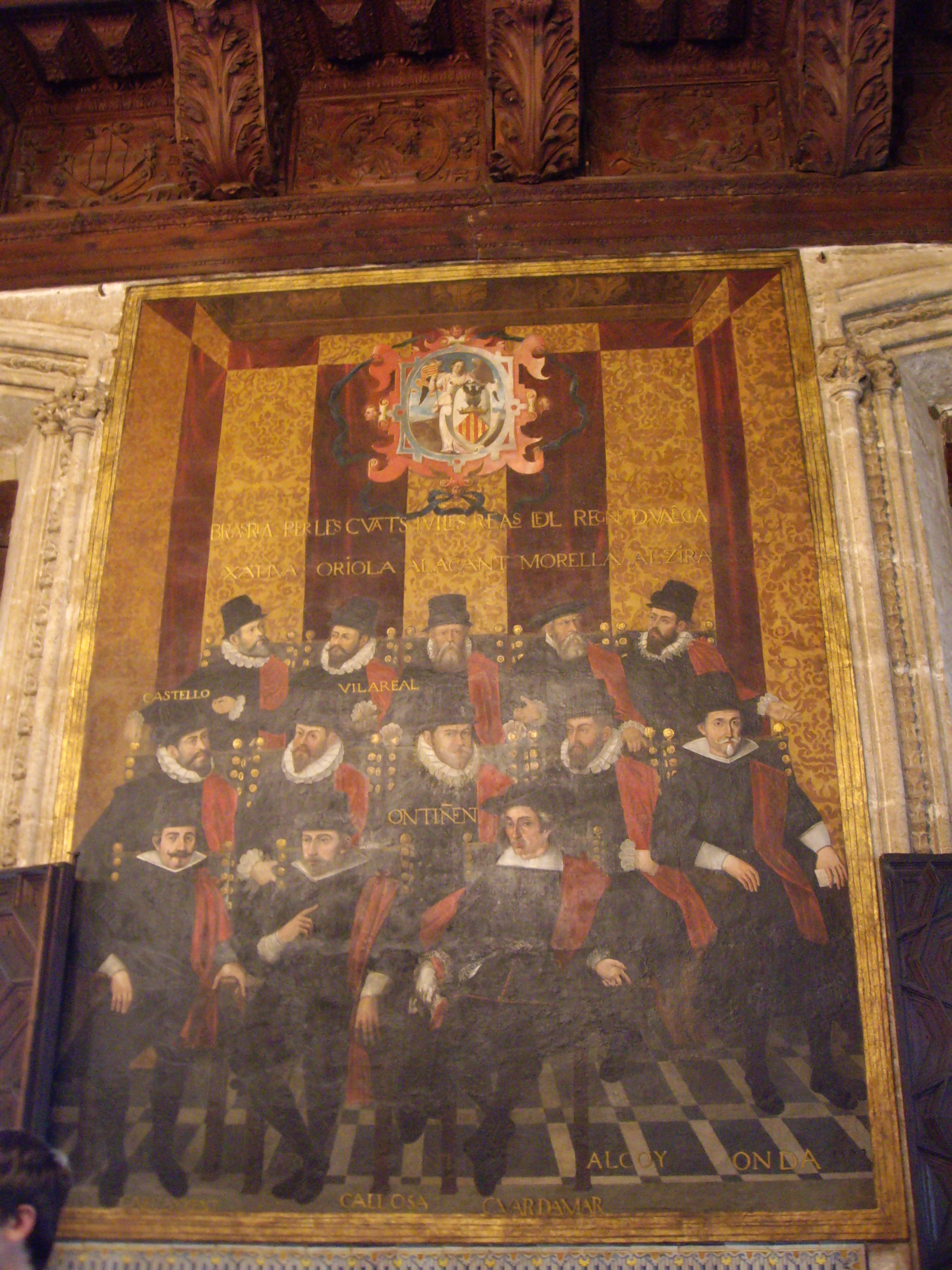
Braç real de les Corts Valencianes.

A l'Edat Moderna, segons la historiadora Emilia Salvador, «la seva escassetat [de convocatòries: nou en el segle XVI] i la mateixa actuació dels seus components, amb una monarquia sempre reticent i uns braços poc cohesionats i massa atents a interessos d'elit, van impedir que les Corts arribaren a convertir-se en un sòlid instrument d'oposició a l'autoritarisme regi».[22] Després de la creació de la Junta d'Electes dels Estaments en les Corts de 1645, el rei ja no les va tornar a convocar més Corts, perquè obtenia de la Junta els serveis, en diners i en homes per a l'exèrcit, que demandava,[23] i, per tant, ja no requeria de la Corts per a obtenir la contribució militar del regne, i al mateix temps, els braços no podrien recórrer a elles per a denunciar els contrafurs.

### Diputació del General o Generalitat
La Diputació del General va sorgir en la segona meitat del segle XIV com una comissió delegada dels Corts encarregada d'administrar l'impost aprovat en Corts denominat generalitats, per aquest motiu també serà coneguda amb el nom de Generalitat. El 1418 va ser quan va quedar configurada i va esdevenir un òrgan permanent. La integraven sis diputats, dos per cada braç, auxiliats per una sèrie d'oficials: clavaris, administradors, comptadors, etc.
El seu antecedent més remot van ser les comissions nomenades per les Corts de 1329 i 1342-43 per a recaptar el donatiu aprovat en les mateixes i que es dissoldran una vegada complerta aquesta missió. En les Corts de 1362-1363 es va aprovar l'impost de les generalitats la denominació de les quals es deu «així per cobrar-se general i indistintament de tots com per imposar-se per tot el regne». Per a l'administració del nou impost, que ve a substituir al tradicional donatiu, les Corts nomenen una comissió d'aquestes. Per això alguns historiadors situen en aquesta data, 1362-1364, el naixement de la Diputació del General encara que la seva estructura administrativa no quedarà fixada fins a 1404, encara que amb caràcter temporal, i només a partir de 1418 es converteix en una institució permanent, que serà objecte de diverses reformes en 1419, 1439, 1510,...

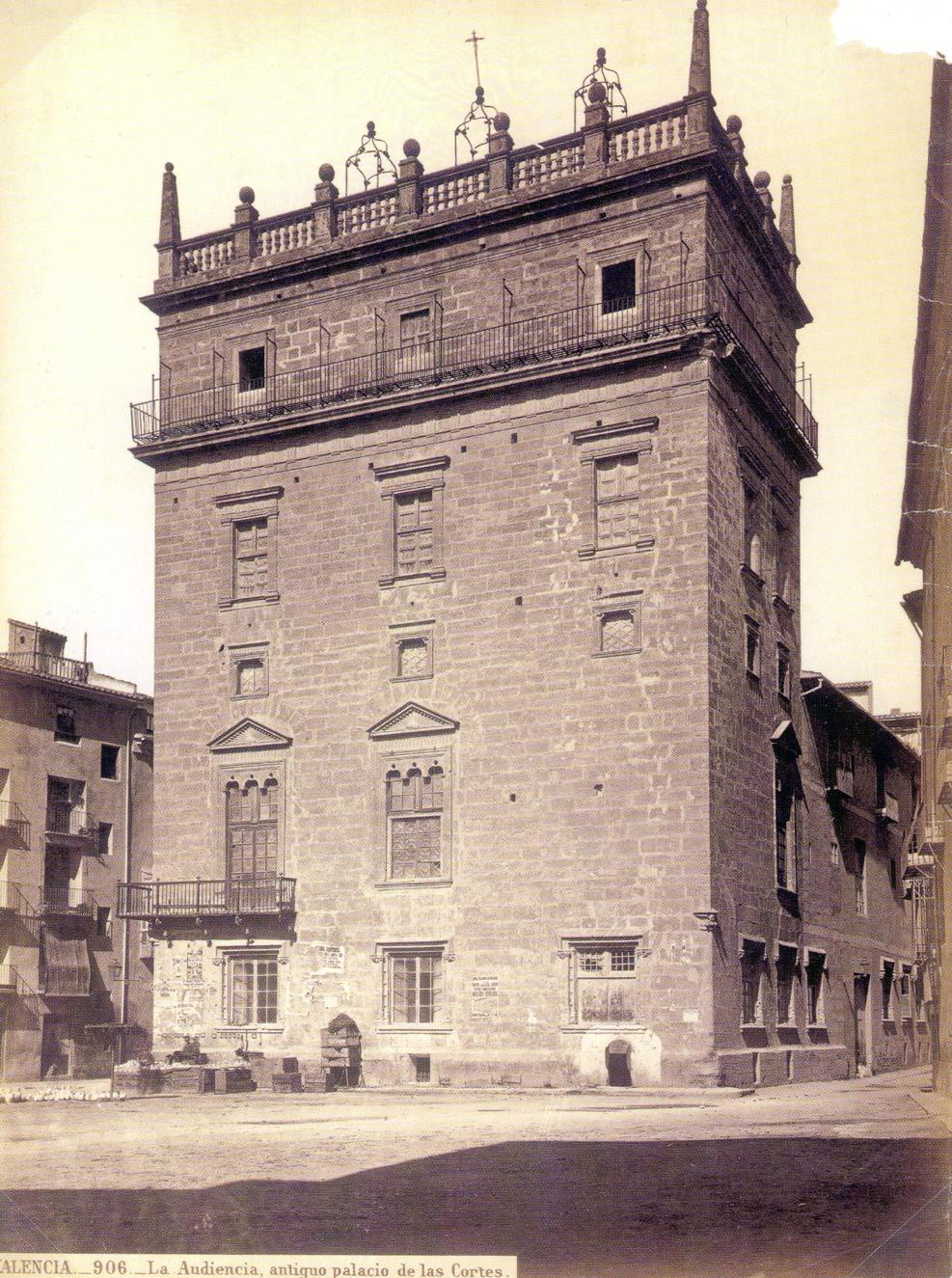
Vista de Palau de la Generalitat Valenciana, des de la plaça de la Mare de Déu de València, el 1870.

Les funcions de la Diputació del General van excedir el camp estrictament econòmic per a anar cobrant una dimensió política, la qual cosa al principi provocarà l'enfrontament amb la ciutat de València ja que els seus dirigents —els jurats— creuen que els pot restar protagonisme i influència en el regne. La ciutat no aconseguirà la seva dissolució però a partir de 1422 els quatre jurats del braç real ocuparan els càrrecs de diputat, clavari —encarregat de la tresoreria—, administrador i comptador de la institució.
Segons els acords en les Corts de 1418, que van regular definitivament la institució, els seus membres es renovaven cada tres anys sense esperar a la reunió de les noves Corts ja que els diputats que acabaven el seu mandat eren els qui nomenaven als seus substituts. No obstant això, el rei per a controlar la institució va imposar en 1424 que els dos diputats del braç real anessin dos jurats de la ciutat de València, ja que ell controlava el seu nomenament des de la introducció del sistema de la cedeixi pel que eren homes de confiança del rei. Al final del segle XV el rei Ferran II el Catòlic ni tan sols es va preocupar per les formes per a continuar controlant la institució i va anul·lar el sistema electoral i va nomenar a oficials reals per a ocupar els càrrecs.[25] Més tard va establir el mètode insaculatori per a la provisió dels dos diputats del braç nobiliari i un rígid torn entre les ciutats —sense incloure València— per a ocupar els llocs de diputats del braç real.[22] A causa del control que va exercir la monarquia sobre la institució la Generalitat Valenciana va tenir menys pes polític que la Generalitat de Catalunya i menor capacitat per a oposar-se als desitjos del rei. Així ho reconeixien els propis diputats valencians en 1624 quan afirmaven que «nosaltres en aquest regne no tenim la plenitud de poder que els deputats de Catalunya i Aragó» ('nosaltres en aquest regne no tenim la plenitud de poder que els diputats de Catalunya i Aragó').

### Estaments i Junta d'Electes dels tres estaments (Edat Moderna)
A mesura que la Diputació del General perd pes polític, la defensa dels Furs i la representació del regne va passar als Estaments, institució de perfils mal definits integrada pels membres de cada braç residents a la ciutat de València, que es reuneixen per separat. Així, «fins al final de l'època foral es manté una espècie de contenciós entre Generalitat i Estaments per pretendre tots dos encarnar la representació del regne fora de les Corts».
En les Corts de 1645 es va decidir formar la Junta de contrafurs o Junta d'Electes dels Estaments, integrada per sis membres per cada braç, més tres síndics— per a poder presentar contrafurs al rei i la Junta de Servei perquè votaren els serveis que la monarquia demandava sense necessitat de convocar les Corts, havent de concedir nous furs, actes de cort o privilegis. Segons l'historiador James Casey, encara que els Estaments «no tenien el poder legal d'aprovar impostos tenien una certa autoritat moral, per ser els representants de l'elit del país, del seu clergat, de la seva noblesa i del patriciat de la ciutat de València. Oferien menys desavantatges per a la corona, ja que la representació era menys nombrosa (no es convocaven, per exemple, a diputats de les altres viles de del patrimoni reial fora de la capital), i que no obtenien nous furs contra el servei votat».

## Les institucions de la ciutat de València
A la ciutat de València només tenien accés al govern la petita noblesa urbana, composta pels cavallers —que eren els nobles no titulats que havien estat armats cavallers— i els generosos —els nobles que no tenien títol ni eren cavallers—, i els ciutadans —que es distingien dels simples habitadors ('veïns'), grup del qual formaven part els artesans i treballadors dels diferents oficis o gremis. Dins dels ciutadans existia una capa social superior anomenada ciutadans honrats que eren aquells ciutadans que havien exercit el càrrec de jurat, la màxima magistratura urbana.

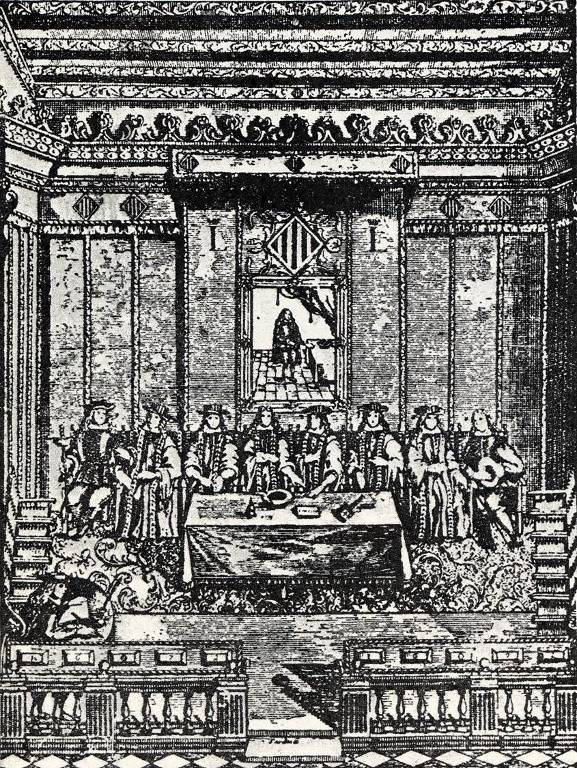
Els jurats reunits en la "Cambra Daurada" de la Casa de la Ciutat de València en 1672

El Consell Secret era l'òrgan directiu de la ciutat, i en el qual el Consell General havia delegat la majoria de les seves funcions. El Consell Secret estava integrat per:
- Els Jurats eren l'òrgan executiu suprem de govern de la ciutat format per quatre prohoms o ciutadans i dos cavallers o generosos,[27] triats per un any pel Consell General sobre una llista de dotze candidats de cada estament, un "ciutadà" i un "cavaller o generós" per cadascuna de les 12 parròquies de la ciutat, elaborada pels Jurats que acabaven mandat i des de 1418 pel rei a proposta del racional, llista de candidats anomenada ceda. El 1633 la ciutat va aconseguir el privilegi d'insaculació pel qual a partir de llavors els Jurats es designaven per sorteig d'una bossa de 30 cavallers o generosos i de 60 ciutadans.
- El Racional era un antic Jurat designat pel rei per un període de tres anys entre tres candidats extrets pel mètode de la insaculació, i era l'encarregat de la supervisió de les finances municipals. En controlar l'elecció dels Jurats a través de la confecció de la llista de la ceda que s'enviava al rei, es va convertir entre 1418 i 1633 en la màxima autoritat de facto del municipi.
- El Síndic, designat pel Consell General, ostentava la representació o procuració ciutadana enfront d'altres instàncies de poder;
- Quatre advocats de la ciutat i l'escrivà de la Sala, càrrecs vitalicis amb veu però sense vot en el Consell Secret.

### El Consell
El Consell era l'òrgan consultiu i deliberatiu dels Jurats i estava integrat per: sis nobles, cavallers o generosos, dos eren els dos Jurats de l'any anterior d'aquest estament; quatre ciutadans, els quatre Jurats vells de l'any anterior d'aquest estament; quatre juristes, dos notaris; els 48 consellers de ciutadans de parròquies, 4 per cadascuna de les 12 parròquies de la ciutat; i els consellers d'oficis, dos per cada ofici o gremi. Els membres del Consell eren designats per un any pel Consell Secret, que juntament amb aquell formava el Consell General, presidit pel Justícia civil.

### Els justícies i el Mostassaf
Dels temes judicials s'encarregaven el Justícia criminal i el Justícia civil, que eren triats per un any pel mètode de la insaculació de les "bosses" de ciutadans i de la de cavallers, alternativament. Dels plets menors s'encarregava el justícia de tres-cents sous, i de la vigilància de mercats, el Mostassaf, triat de la mateixa forma que els justícies.

## L'extensió de l'organització municipal de València a la resta del regne
Ben aviat el rei va confiar el govern dels municipis als seus propis veïns, a València el 1245, encara que al llarg del segle XIII la participació en el seu govern es va anar restringint en favor d'un nucli reduït d'habitants que constituiran el grup dels ciutadans, especialment en les principals ciutats reials, Morvedre, Alzira, Xàtiva, Gandia i València.
En aquest procés va ser decisiu que el 1278 s'estenguera el model municipal de la ciutat de València a totes les poblacions del Reialenc. "Les antigues assemblees obertes que en els primers anys de la repoblació solien reunir a tots els veïns a l'església parroquial van ser substituïdes pel nou sistema municipal, d'inspiració urbana i romanista, que restringia la gestió del poder local a un estrat minoritari de prohoms".[34] Així totes elles es dotaran a grans trets de les institucions que regeixen la ciutat de València: els Jurats, en els qui residixen els poders que la monarquia va delegar a la ciutat; el Consell, com a òrgan representatiu estamental i que és el consell assessor dels Jurats; i els oficials com el Justícia Criminal, el Justícia Civil i el Mostassaf.
Entre 1321 i 1329 la noblesa menor urbana, cavallers i generosos, van entrar en el govern de les ciutats reials, que fins llavors havien estat dominades en exclusiva pels ciutadans o prohoms. Així es va consolidar una elit encara més restringida, que se sol anomenar patriciat urbà, que monopolitzaran el govern de les ciutats reials.
A principis del segle XV, igual que va succeir a València, la monarquia va exercir un major control sobre els municipis que estaven sota la seva jurisdicció. No obstant això, la ingerència de la Corona en el nomenament dels Jurats va seguir un sistema diferent del de València, el de la ceda. El tradicional sistema de cooptació, els Jurats que acabaven mandat nomenaven els seus successors, va ser substituït pel de la insaculació, generalment mitjançant el mètode dels redolins, que consistia en el fet que els paperets amb els noms dels candidats es posaven en unes boletes de cera que suraven en l'aigua d'un llibrell i després s'agafaven a l'atzar els que anaven a ocupar els nous càrrecs. La intromissió de la corona en l'elecció consistia en la confecció de les llistes dels candidats i d'aquesta forma es garantia que els nous jurats foren persones afins als interessos de la Corona. Així el nou règim insaculatori va ser introduït a Xàtiva el 1427, a Oriola el 1445, a Alzira, Vila-real i Castelló de la Plana el 1446, i a Alacant el 1459.